# Tour de Catalogne 2005
Le Tour de Catalogne 2005 a eu lieu du 16 au 22 mai. Il était inscrit au calendrier de l'UCI ProTour 2005 et s'est déroulé sur sept étapes, qui traversaient la Catalogne. La course est remportée par l'Ukrainien Yaroslav Popovych.

## Parcours et résultats
| Étape     | Date   | Villes étapes         | Distance (km) | Vainqueur d'étape | Leader du classement général   |
| 1re étape | 16 mai | Salou                 | 20 (clm/é)    | Phonak            | Miguel Angel Martin Perdiguero |
| 2e étape  | 17 mai | Cambrils-Cambrils     | 186           | Enrico Gasparotto | Miguel Angel Martin Perdiguero |
| 3e étape  | 18 mai | Salou-La Granada      | 157,8         | Pedro Horrillo    | Miguel Angel Martin Perdiguero |
| 4e étape  | 19 mai | Perafort-Pal          | 237           | Leonardo Piepoli  | Yaroslav Popovych              |
| 5e étape  | 20 mai | Sornas-Ordino Arcalís | 17,1 (clm)    | Íñigo Cuesta      | Yaroslav Popovych              |
| 6e étape  | 21 mai | Llivia-Palleja        | 198,7         | Anthony Charteau  | Yaroslav Popovych              |
| 7e étape  | 22 mai | Palleja-Barcelone     | 113           | Thor Hushovd      | Yaroslav Popovych              |

## Classement général final
| #  | Coureur             | Pays      | Équipe                         | Temps               |
| 1  | Yaroslav Popovych   | Ukraine   | Discovery Channel              | en 22 h 36 min 56 s |
| 2  | Leonardo Piepoli    | Italie    | Saunier Duval-Prodir           | + 20 s              |
| 3  | David Moncoutié     | France    | Cofidis                        | + 59 s              |
| 4  | Michael Rogers      | Australie | Quick Step                     | + 1 min 18 s        |
| 5  | Aitor Osa           | Espagne   | Illes Balears-Caisse d'Epargne | + 1 min 23 s        |
| 6  | Miguel Ángel Martín | Espagne   | Phonak                         | + 2 min 01 s        |
| 7  | Eladio Jiménez      | Espagne   | Comunidad Valenciana           | + 2 min 09 s        |
| 8  | Íñigo Cuesta        | Espagne   | Saunier Duval-Prodir           | + 2 min 18 s        |
| 9  | Christophe Moreau   | France    | Crédit agricole                | + 2 min 20 s        |
| 10 | Ezequiel Mosquera   | Espagne   | Kaiku                          | + 2 min 25 s        |

## Résultats des étapes

### 1reétape
Cette étape s'est déroulée le 16 mai.
|   | Équipe            | Pays       | Temps       |
| - | ----------------- | ---------- | ----------- |
| 1 | Phonak            | Suisse     | 21 min 42 s |
| 2 | Discovery Channel | États-Unis | + 7 s       |
| 3 | T-Mobile          | Allemagne  | + 15 s      |

### 2eétape
Cette étape s'est déroulée le 17 mai.
|   | Cycliste          | Pays    | Équipe           | Temps           |
| - | ----------------- | ------- | ---------------- | --------------- |
| 1 | Enrico Gasparotto | Italie  | Liquigas-Bianchi | 4 h 48 min 39 s |
| 2 | Claudio Corioni   | Italie  | Fassa Bortolo    | m.t.            |
| 3 | Thor Hushovd      | Norvège | Crédit agricole  | m.t.            |

### 3eétape
Cette étape s'est déroulée le 18 mai.
|   | Cycliste        | Pays    | Équipe          | Temps           |
| - | --------------- | ------- | --------------- | --------------- |
| 1 | Pedro Horrillo  | Espagne | Rabobank        | 3 h 35 min 59 s |
| 2 | Thor Hushovd    | Norvège | Crédit agricole | m.t.            |
| 3 | Claudio Corioni | Italie  | Fassa Bortolo   | m.t.            |

### 4eétape
Cette étape s'est déroulée le 19 mai.
|   | Cycliste          | Pays    | Équipe                         | Temps           |
| - | ----------------- | ------- | ------------------------------ | --------------- |
| 1 | Leonardo Piepoli  | Italie  | Saunier Duval-Prodir           | 6 h 22 min 09 s |
| 2 | Yaroslav Popovych | Ukraine | Discovery Channel              | m.t.            |
| 3 | Aitor Osa         | Espagne | Illes Balears-Caisse d'Epargne | m.t.            |

### 5eétape
Cette étape s'est déroulée le 20 mai.
|   | Cycliste         | Pays    | Équipe               | Temps       |
| - | ---------------- | ------- | -------------------- | ----------- |
| 1 | Íñigo Cuesta     | Espagne | Saunier Duval-Prodir | 37 min 18 s |
| 2 | Leonardo Piepoli | Italie  | Saunier Duval-Prodir | + 25 s      |
| 3 | David Moncoutié  | France  | Cofidis              | + 45 s      |

### 6eétape
Cette étape s'est déroulée le 21 mai.
|   | Cycliste          | Pays    | Équipe                         | Temps           |
| - | ----------------- | ------- | ------------------------------ | --------------- |
| 1 | Anthony Charteau  | France  | Bouygues Telecom               | 4 h 16 min 54 s |
| 2 | Beat Zberg        | Suisse  | Gerolsteiner                   | + 4 s           |
| 3 | José Luis Arrieta | Espagne | Illes Balears-Caisse d'Epargne | + 4 s           |

### 7eétape
Cette étape s'est déroulée le 22 mai.
|   | Cycliste                       | Pays       | Équipe          | Temps           |
| - | ------------------------------ | ---------- | --------------- | --------------- |
| 1 | Thor Hushovd                   | Norvège    | Crédit agricole | 2 h 32 min 57 s |
| 2 | Fred Rodriguez                 | États-Unis | Davitamon-Lotto | m.t.            |
| 3 | Miguel Ángel Martín Perdiguero | Espagne    | Phonak          | m.t.            |

## Évolution des classements
| Étape (vainqueur)             | Classement général      | Classement de la montagne | Classement par points | Classement par équipes |
| ----------------------------- | ----------------------- | ------------------------- | --------------------- | ---------------------- |
| 0Étape 1 (clm/é) (Phonak)     | Miguel Ángel Perdiguero | Non-décerné               | Non-décerné           | Phonak                 |
| 0Étape 2 (Enrico Gasparotto)  | Miguel Ángel Perdiguero | Xavier Florencio          | Enrico Gasparotto     | Phonak                 |
| 0Étape 3 (Pedro Horrillo)     | Miguel Ángel Perdiguero | Xavier Florencio          | Enrico Gasparotto     | Phonak                 |
| 0Étape 4 (Leonardo Piepoli)   | Yaroslav Popovych       | Xavier Florencio          | Enrico Gasparotto     | Cofidis                |
| 0Étape 5 (clm) (Íñigo Cuesta) | Yaroslav Popovych       | Leonardo Piepoli          | Leonardo Piepoli      | Cofidis                |
| 0Étape 6 (Anthony Charteau)   | Yaroslav Popovych       | Íñigo Cuesta              | Leonardo Piepoli      | Cofidis                |
| 0Étape 7 (Thor Hushovd)       | Yaroslav Popovych       | Íñigo Cuesta              | Thor Hushovd          | Cofidis                |